# ژان-پیر بلتویز
ژان-پیر ماریس جورجس بلتویز (فرانسوی: Jean-Pierre Maurice Georges Beltoise‎؛ زادهٔ ۲۶ آوریل ۱۹۳۷ در پاریس، درگذشتهٔ ۵ ژانویهٔ ۲۰۱۵ در داکار) رانندهٔ مسابقات اتومبیل‌رانی اهل فرانسه بود که از فصل ۱۹۶۷ تا ۱۹۷۴ در مجموع در ۸۸ گراند پری از مسابقات جهانی فرمول یک شرکت کرد.
بلتویز در طول دوران فعالیت خود در فرمول یک در ۴ مسابقه موفق شد سریع‌ترین زمان طی یک دور پیست را به نام خود ثبت کند. او در این مسابقات ۸ بار بر روی سکو رفت، مجموعاً ۱ بار به پیروزی دست یافت و ۷۷ امتیاز را به نام خود به‌ثبت رساند.
بلتویز در ۵ ژانویه ۲۰۱۵ بر اثر دو بار سکته مغزی متوالی در داکار درگذشت.